# Anne-Jean Robert
Anne-Jean Robert (1758-1820), foi um mecânico francês. Com seu irmão mais moço, Nicolas-Louis Robert, ajudou o inventor Jacques Charles a construir os primeiros aeróstatos a hidrogênio.